# Julius Scheidt

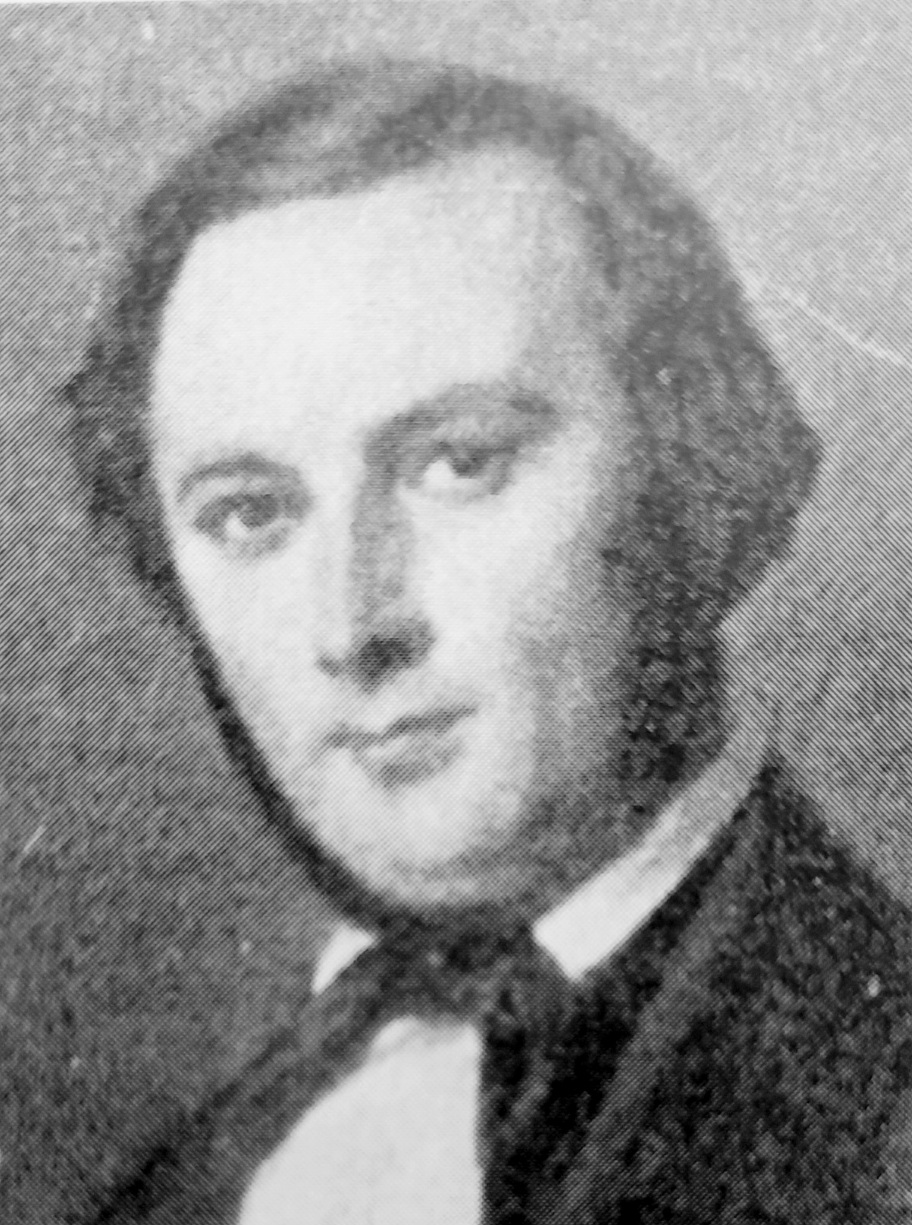
Julius Scheidt

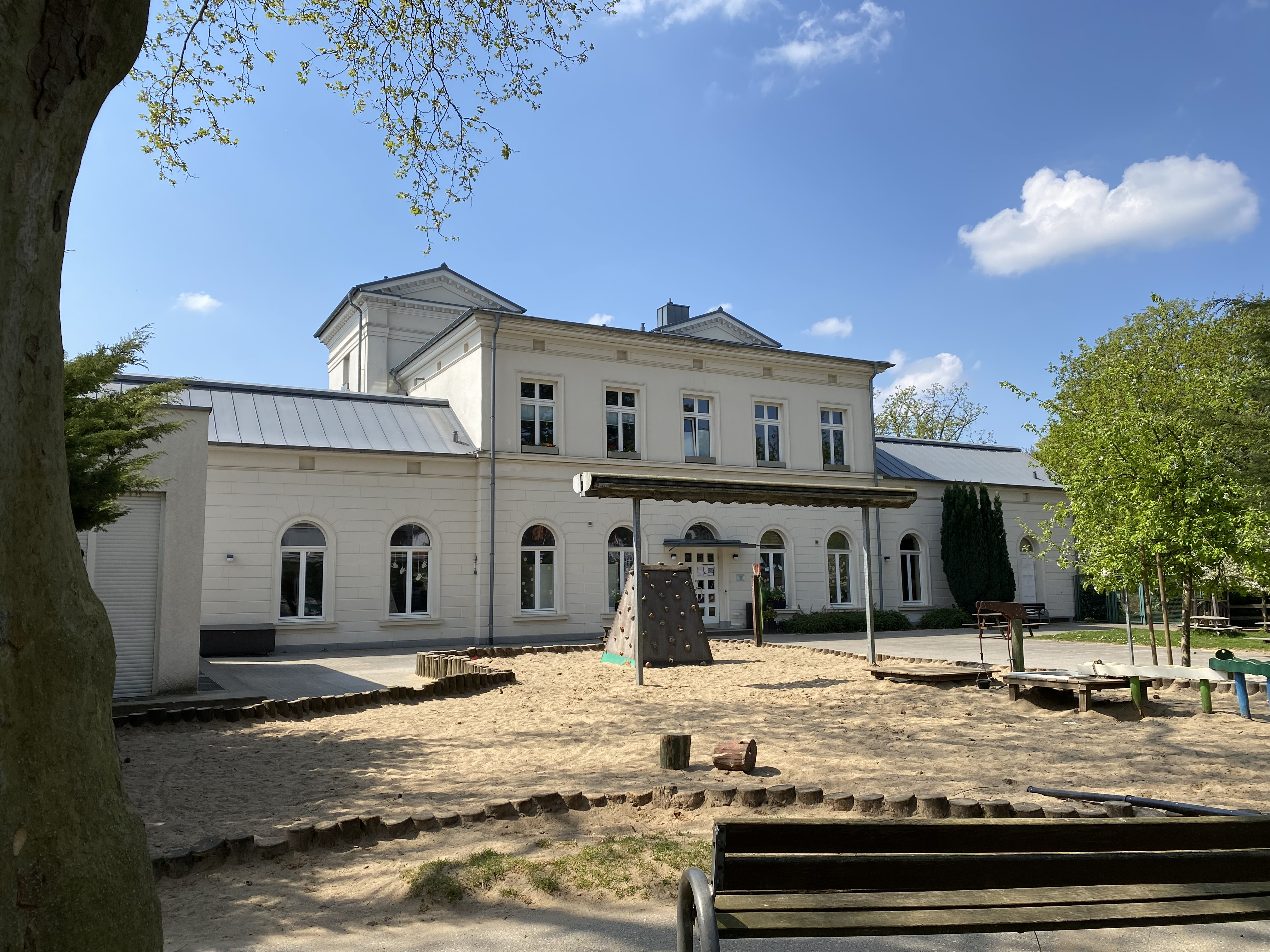
Villa Scheidt in Kettwig

Julius Wilhelm Erhard Scheidt (* 28. Juli 1813 in Kettwig; † 17. Juni 1874 ebenda) war ein deutscher Tuchfabrikant, Geheimer Kommerzienrat und Politiker.

## Leben und Wirken
Julius Scheidt war der Sohn des Tuchfabrikanten Johann Wilhelm Scheidt (* 9. Dezember 1793 in Duisburg; † 31. Dezember 1848 in Kettwig). Er war mit Julie geborene Fuhrmann (1814–1891) verheiratet. Sie hatten 10 Kinder, darunter die Tochter Anna Maria Louise (* 1845), später verheiratete Schürmann, die Bauherrin der 1880 erbauten Villa am Münzenbergerplatz 12 in Kettwig, die seit 2002 unter Denkmalschutz steht. Der Sohn Wilhelm Scheidt übernahm nach dem Tod seines Vaters die alleinige Leitung des Unternehmens.
Nach beendeter schulischer und beruflicher Ausbildung trat Scheidt zum 1. Januar 1837 als gleichberechtigter Teilhaber in das Unternehmen seines Vaters ein. Zum 1. Januar 1844 übertrug ihm sein Vater die Gesamtleitung. Dem technischen Fortschritt zugeneigt, nutzte er seit 1837 die Wasserkraft der Ruhr in Kettwig,  führte 1838 eine Dampfmaschine ein und ließ 1852 eine Gasbeleuchtung installieren. Zudem setzte er sich für den Anschluss Kettwigs an das Eisenbahnnetz (spätere Ruhrtalbahn) ein. Dabei wurde er am 7. April 1863 in ein Lokalkomitee gewählt, das der Förderung der für Kettwig wichtigen Eisenbahnunternehmen diente. 1868 folgte durch ihn die Errichtung einer Zanella-Weberei.
1848 wurde Scheidt als Abgeordneter des Kreises Duisburg (Kettwig gehörte zu dieser Zeit zum Kreis Duisburg) Mitglied in der Preußischen Nationalversammlung in Berlin. Seitdem war er mit Otto von Bismarck befreundet. Am 24. Dezember 1855 wurde Scheidt zum Königlich-Preußischen Kommerzienrat ernannt.
Scheidt war bis Juli 1860 Mitglied der Handelskammer Essen, Werden und Kettwig. Der Kettwiger Bürgermeister Karl Zoernsch machte am 30. November 1860 in der Essener Zeitung bekannt, dass Scheidt auf dem Firmengelände in Kettwig beabsichtigte, einen zweiten Gasometer zu errichten.
Scheidt wurde auf dem evangelischen Friedhof an der Brederbachstraße in Kettwig beigesetzt. Nach dessen Tod trat seine Ehefrau und Witwe Julie Scheidt als Gesellschafterin in das Unternehmen ein.
In der Denkmalliste der Stadt Essen ist seit 1987 die durch Julius Scheidt und seiner Ehefrau um 1846 in Auftrag gegebene Villa Scheidt in der Ruhrstraße 91/93 eingetragen.